# Liste von Bauwerken in Heiligendamm

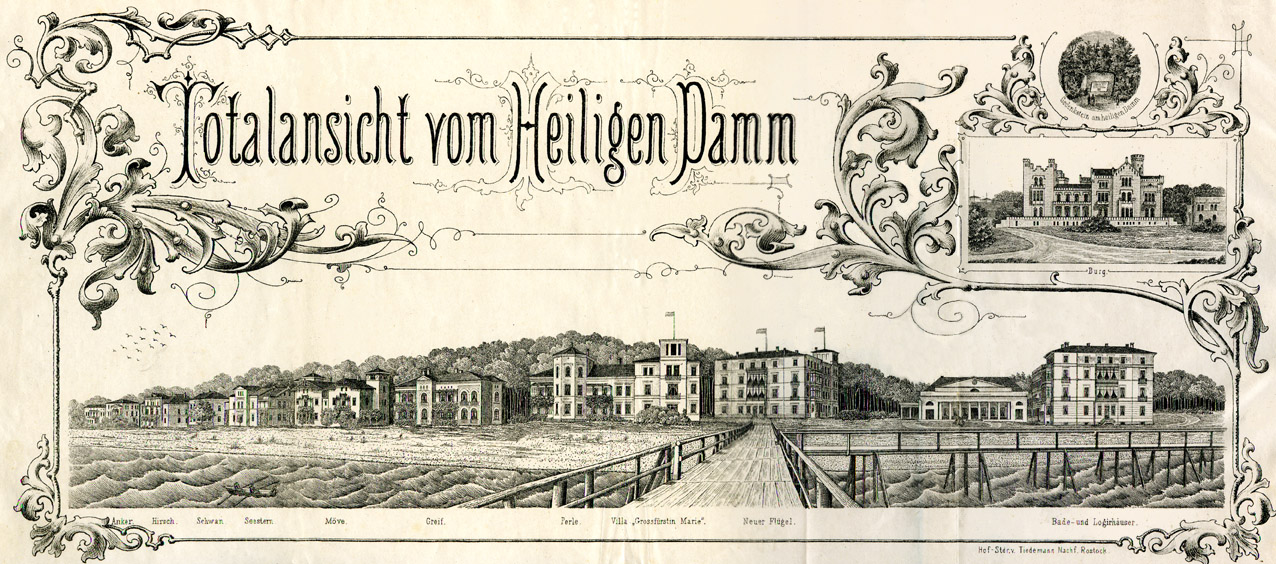
Historische Ansicht Heiligendamms von 1887

Die Liste von Bauwerken in Heiligendamm gibt einen Überblick über die Architektur Heiligendamms, einem an der Ostseeküste liegenden Ortsteil der Stadt Bad Doberan in Mecklenburg-Vorpommern. Die Tabelle enthält alle Baudenkmale sowie eine Auswahl weiterer bedeutsamer Bauwerke.
1793 als erstes deutsches Seebad durch Friedrich Franz I. gegründet, wurde durch Johann Christoph Heinrich von Seydewitz, Carl Theodor Severin und Georg Adolph Demmler bis in die 1870er Jahre ein klassizistisches Ensemble aus Logier-, Bade- und Gesellschaftshäusern geschaffen, das Heiligendamm den Beinamen „Weiße Stadt am Meer“ einbrachte. Der historische Ortskern wurde 1996 durch die zur Fundus-Gruppe gehörende Entwicklungs Company Heiligendamm (ECH) erworben, die bereits erste Gebäude sanieren ließ.
Mit dem Stand 2010 steht ein nicht unbeachtlicher Teil der historischen Gebäude leer und verfällt.
In der Liste der Baudenkmale in Bad Doberan befinden sich die eingetragenen Baudenkmale von Heiligendamm.
| Namen (frühere Namen)                                      | Straße                                                                             | Koordinate                      | Baujahr       | Baudenkmal                                                      | Bemerkungen | Bild                                             |
| ---------------------------------------------------------- | ---------------------------------------------------------------------------------- | ------------------------------- | ------------- | --------------------------------------------------------------- | --- | ------------------------------------------------ |
| Evangelische Kirche                                        | Kleiner Wohld, Waldgebiet am Ortsausgang Richtung Kühlungsborn                     | 54° 8′ 24,5″ N, 11° 50′ 3,8″ O  | 1904          | ja                                                              | Neogotischer Backsteinbau, nach Plänen von Gotthilf Ludwig Möckel errichtet, 1904 geweiht, Bestandteil des Kurwaldes | Evangelische Kirche                              |
| Katholische Herz-Jesu-Kapelle, Waldkapelle                 | Großer Wohld, im Kurwald zwischen Kühlungsborner Straße und Professor-Vogel-Straße | 54° 8′ 35,2″ N, 11° 50′ 49,8″ O | 1888          | ja                                                              | Neogotisches Backsteinbauwerk, 1887/88 nach Plänen von Gotthilf Ludwig Möckel errichtet | Katholische Herz-Jesu-Kapelle                    |
| Wohnhaus (Villa der Familie von Witzleben)                 | Gartenstr. 1                                                                       | 54° 8′ 21,9″ N, 11° 50′ 48,7″ O | 1887          | ja                                                              | | Wohnhaus in der Gartenstraße 1                   |
| Wohnhaus (Gästehaus der Familie von Witzleben)             | Gartenstr. 2                                                                       | 54° 8′ 21,4″ N, 11° 50′ 45,5″ O | 1887          | ja                                                              | | Wohnhaus in der Gartenstraße 2                   |
| Wohnhaus (Krieg's Hotel, später: Mecklenburgisches Haus)   | Gartenstr. 3                                                                       | 54° 8′ 20,3″ N, 11° 50′ 47″ O   | 1887          | ja                                                              | | Wohnhaus in der Gartenstraße 3                   |
| Wohnhaus                                                   | Kühlungsborner Str. 1                                                              | 54° 8′ 21,1″ N, 11° 50′ 52,3″ O |               | ja                                                              | |                                                  |
| Bahnhof, Empfangsgebäude                                   | Kühlungsborner Str. 4                                                              | 54° 8′ 30,4″ N, 11° 50′ 34,4″ O | 1910          | ja                                                              | Umbau zum postklassizistischen Stil erfolgte 1936 mit der Übernahme des Bades durch die KdF. | Bahnhof                                          |
| Hotel Fürstenhof, ehem.                                    | Kühlungsborner Str. 20                                                             | 54° 8′ 23,7″ N, 11° 50′ 19,5″ O | 1887          | ja                                                              | | Ehemaliges Hotel Fürstenhof                      |
| Seehospiz                                                  | Kühlungsborner Straße                                                              |                                 | 1846          | nein                                                            | Das Haus entstand im Auftrag S. G. Vogels als Ersatz für das 1810 errichtete Armenkrankenhaus, das 1846 dem Neubau der Burg weichen musste.                                                                                          | Seehospiz                                        |
| Alexandrinen-Cottage (Haus Weimar)                         | Prof.-Dr.-Vogel-Str. 1                                                             | 54° 8′ 39,6″ N, 11° 50′ 13,2″ O | 1839/40       | ja                                                              | Im Auftrag von Großherzog Paul Friedrich von Georg Adolf Demmler auf einer angelegten Seeterrasse erbaut, Logierhaus von Alexandrine von Preußen, Anbau des zweiten Turmes und der Veranden erfolgte 1900.                           | Alexandrinen-Cottage, gesehen von der Steilküste |
| Marien-Cottage                                             | Prof.-Dr.-Vogel-Str. 2                                                             | 54° 8′ 36,7″ N, 11° 50′ 22,2″ O | 1838          | ja                                                              | |                                                  |
| Haus Krone (Haus Magdeburg)                                | Prof.-Dr.-Vogel-Str. 3                                                             | 54° 8′ 36,4″ N, 11° 50′ 23,5″ O | 1839/40       | ja                                                              | |                                                  |
| Burg Hohenzollern, Haus Burg (Haus Glück Auf)              | Prof.-Dr.-Vogel-Str. 4                                                             | 54° 8′ 36,7″ N, 11° 50′ 26,3″ O | 1846–1849     | ja                                                              | | Haus Burg                                        |
| Haus Mecklenburg (Badehaus)                                | Prof.-Dr.-Vogel-Str. 5a                                                            | 54° 8′ 36,5″ N, 11° 50′ 30,1″ O | 1796          | ja (Demmlerflügel: Fassaden; Seeflügel: Fassaden und Dachstuhl) | 1796 als einstöckiges Badehaus durch von Seydewitz errichtet, 1820 Anbauten durch C. T. Severin, 1838 Aufstockung unter Einbeziehung vorhandener Mauern durch A. Demmler, 1839 Verbindung mit dem Kurhaus, 1870 seeseitiger Anbau    | Kurhaus                                          |
| Kurhaus                                                    | Prof.-Dr.-Vogel-Str. 5b                                                            | 54° 8′ 37,5″ N, 11° 50′ 31,6″ O | 1814          | ja                                                              | 1814 durch C. T. Severin errichtet, 1820 durch Anbau auf der Südseite erweitert, 1839 weiterer Ausbau und Verbindung mit Haus Mecklenburg (Arkaden). 1856 Anbau des Großen Saales und Schaffung eines Innenhofes                     | Haus Mecklenburg                                 |
| Grand Hotel, Neuer Flügel, Neues Logierhaus (Haus Berlin)  | Prof.-Dr.-Vogel-Str. 6                                                             | 54° 8′ 37,5″ N, 11° 50′ 35,6″ O | 1872          | ja                                                              | Starke Umbauten in den 1950er Jahren (u. a. Wegfall des Lichthofes durch Einbau von Fahrstühlen) wurden mit der Sanierung im Jahr 2000 rückgängig gemacht                                                                            | Grand Hotel                                      |
| Villa Perle mit Anbau Großfürstin Marie (Haus Maxim Gorki) | Prof.-Dr.-Vogel-Str. 7                                                             | 54° 8′ 38,9″ N, 11° 50′ 38,2″ O | 1853/54, 2012 | nein                                                            | Anbau des Westflügels „Großfürstin Marie“ erfolgte 1874 durch Stüler. Das Gebäude wurde vor dem G8-Gipfel 2007 abgerissen, Wiederaufbau 2010–2012                                                                                    | Villa Perle                                      |
| Haus Greif (Haus Käthe Kollwitz)                           | Prof.-Dr.-Vogel-Str. 8                                                             | 54° 8′ 38,9″ N, 11° 50′ 40,4″ O | 1853/54       | ja                                                              | Der Dachausbau an der westlichen Seeseite erfolgte um 1900 | Haus Greif                                       |
| Villa Möwe (Haus August Bebel)                             | Prof.-Dr.-Vogel-Str. 9                                                             | 54° 8′ 38,8″ N, 11° 50′ 42,3″ O | 1855/56       | nein                                                            | Die Sanierung der Villa Möwe erfolgt auf Grund des schlechten Zustandes durch einen vollständigen Rück- und anschließenden Neubau | Haus Nr. 9                                       |
| Haus Seestern (Haus Walther Rathenau)                      | Prof.-Dr.-Vogel-Str. 10                                                            | 54° 8′ 38,7″ N, 11° 50′ 44,2″ O | 1855/56       | ja                                                              | saniert | Haus Seestern                                    |
| Villa Schwan (Haus Rosa Luxemburg)                         | Prof.-Dr.-Vogel-Str. 11                                                            | 54° 8′ 38,4″ N, 11° 50′ 46″ O   | 1860–62       | nein                                                            | Die Villa Schwan wird im Bestand saniert | Nr. 11                                           |
| Haus Hirsch (Haus Karl Liebknecht)                         | Prof.-Dr.-Vogel-Str. 12                                                            | 54° 8′ 38,1″ N, 11° 50′ 47,9″ O | 1861–63       | ja                                                              | weiter unsaniert | Haus Hirsch                                      |
| Haus Anker (Haus John Brinckman)                           | Prof.-Dr.-Vogel-Str. 13                                                            | 54° 8′ 38,4″ N, 11° 50′ 49,9″ O | 1857/58       | ja                                                              | weiter unsaniert | Haus Anker                                       |
| Prinzessin-von-Reuß-Palais (Haus Max Planck)               | Prof.-Dr.-Vogel-Str. 18                                                            | 54° 8′ 37,9″ N, 11° 50′ 51,8″ O | 1850          | ja                                                              | | Haus Prinzessin Reuss                            |
| Haus Bischhofsstab (Haus Fritz Reuter)                     | Prof.-Dr.-Vogel-Str. 19                                                            |                                 | 1858–60       | ja                                                              | Während der Nutzung des Hauses durch die Polizeigewerkschaft (1941–45) hieß das Haus „Doberan“. |                                                  |
| Kolonnaden (Kaufhalle)                                     | Prof.-Dr.-Vogel-Str. 20                                                            | 54° 8′ 37,9″ N, 11° 50′ 41,9″ O | 1860          | ja                                                              | Der Anbau an der Ostseite erfolgte 1867 für die Unterbringung des Fotoateliers Beckmann, dem Hoffotografen des Großherzogs. Weiterhin unsaniert, teilweise abgetragen, Säulenreihe noch vorhanden                                    | Kolonnaden                                       |
| Orangerie, ehem. Wäscherei und Konsum                      | Prof.-Dr.-Vogel-Str. 28/29                                                         | 54° 8′ 35″ N, 11° 50′ 26,7″ O   | 1878          | ja (Fassaden und Dachstuhl)                                     | Wurde als Winterquartier für nichtheimische Pflanzen und im anderen Teil als Erfrischungsraum genutzt und beherbergte später die Wäscherei, Garagen und einen Konsum.                                                                |                                                  |
| Haus Brahn                                                 | Prof.-Dr.-Vogel-Str. 30                                                            | 54° 8′ 35,3″ N, 11° 50′ 23,5″ O | um 1840       | ja                                                              | Das Gebäude wurde als Wohnhaus errichtet, beherbergte später Verwaltungsräume und ist seit 2003 Kinder-Haus des Grand Hotels. |                                                  |
| Hopfgartensches Haus, Golfhaus                             | Seedeichstr. 15                                                                    |                                 | 1850          | nein                                                            | Das Haus wurde im Auftrag des Generals Hopfgarten errichtet und von ihm bewohnt. Heute ist in ihm das „Café am Golfteich“ untergebracht, was dem Haus den Namen „Golfhaus“ einbrachte. Einen Bezug zum Golfspiel hat das Haus nicht. |                                                  |
| Haus Eikboom (Haus Sporn)                                  | Seedeichstr. 16                                                                    | 54° 8′ 35,6″ N, 11° 50′ 57,4″ O | 1873          | ja                                                              | Die Umbenennung von „Sporn“ zu „Eikboom“ erfolgte durch den Rüstungspionier Ernst Heinkel, der die Villa zwischen 1936 und 1945 als Sommerhaus nutzte.                                                                               | Haus Eikboom                                     |
| Haus Seeadler                                              | Seedeichstr. 17                                                                    | 54° 8′ 34,6″ N, 11° 50′ 57,4″ O | 1873          | ja                                                              | | Wohnhaus                                         |